# موتور دادمحمد رودینی
موتور دادمحمد رودینی روستایی در دهستان بمپور شرقی بخش مرکزی شهرستان بمپور استان سیستان و بلوچستان ایران است.

## جمعیت
بر پایه سرشماری عمومی نفوس و مسکن در سال ۱۳۹۵ جمعیت این روستا ۷۲ نفر (۱۸خانوار) بوده‌است.